# Еммануель Менді
Еммануель Менді (порт. Emmanuel Mendy, нар. 30 березня 1990) — футболіст Гвінеї-Бісау, захисник клубу «Пульпіленьйо» і національної збірної Гвінеї-Бісау.

## Клубна кар'єра
У дорослому футболі дебютував 2011 року виступами за команду клубу «Ліверпуль», в якій провів один сезон, протетак і не зіграв жодного матчу в чемпіонаті за англійський клуб. 
Своєю грою за цю команду привернув увагу представників тренерського штабу клубу «Динамо» (Тбілісі), до складу якого приєднався 2012 року. Відіграв за тбіліських динамівців наступний сезон своєї ігрової кар'єри.
Протягом 2014 року захищав кольори команди клубу «Даугава» (Рига). В складі цього клубу зіграв 2 матчі в Лізі Європи.
2015 року уклав контракт з іспанським нижчоліговим клубом «Уеркал-Овера», у складі якого провів наступний рік своєї кар'єри гравця. 
Частину 2016 року провів у румунському «Чахлеулі» приєднався 2016 року, після чого повернувся до Іспанії, ставши гравцем «Пульпіленьйо».

## Виступи за збірну
Незважаючи на те, що Еммануель народився в Сенегалі, він представляє на міжнародній арені Гвінею-Бісау. Це стало можливим, оскільки його батьки народилися в Гвінеї-Бісау. 23 березня 2016 року дебютував у складі національної збірної Гвінеї-Бісау проти Кенії (перемога з рахунком 1:0). Наразі провів у формі головної команди країни 4 матчі.
У складі збірної був учасником Кубка африканських націй 2017 року у Габоні.

## Досягнення
- Ліга Умаглесі
  -  Чемпіон (1): 2012/13

- Кубок Грузії
  -  Володар (1): 2012/13

- Суперкубок Грузії
  -  Фіналіст (1): 2013